# Álvaro Sanz
 (février 2021).
Si vous disposez d'ouvrages ou d'articles de référence ou si vous connaissez des sites web de qualité traitant du thème abordé ici, merci de compléter l'article en donnant les références utiles à sa vérifiabilité et en les liant à la section « Notes et références ».
Álvaro Sanz, né le 14 février 2001 à Caspe, est un footballeur espagnol qui évolue actuellement au poste de milieu défensif et de défenseur central à Al-Shahania SC.

## Biographie

### FC Barcelone
Le 2 janvier 2022, Álvaro Sanz débute en équipe première du FC Barcelone face au RCD Majorque (19e journée de championnat).

### En sélection nationale
Avec les moins de 19 ans, il participe au championnat d'Europe des moins de 19 ans en 2019. Lors de cette compétition organisée en Arménie, il joue trois matchs. L'Espagne remporte le tournoi en battant le Portugal en finale.

## Palmarès

### En équipe nationale
- Espagne moins de 19 ans
  - Vainqueur du championnat d'Europe des moins de 19 ans en 2019.